# Carolina González
Carolina González (1972. január 27. –) chilei nemzetközi női labdarúgó-játékvezető. Teljes neve Carolina Patricia Gonzalez Urrutia.

## Pályafutása
A FFCH Játékvezető Bizottságának (JB) minősítésével a Primera B, majd a Primera División játékvezetője. Küldési gyakorlat szerint rendszeres 4. bírói, illetve alapvonalbírói szolgálatot is végzett. A nemzeti női labdarúgó bajnokságban kiemelkedően foglalkoztatott bíró. A nemzeti játékvezetéstől 2012-ben visszavonult.

### Nemzetközi játékvezetőként
A Chilei labdarúgó-szövetség JB terjesztette fel nemzetközi játékvezetőnek, a Nemzetközi Labdarúgó-szövetség (FIFA) 2007-től tartotta nyilván női bírói keretében. A FIFA JB központi nyelvei közül a spanyolt beszéli. Több nemzetek közötti válogatott (Labdarúgó-világbajnokság, Sudamericano Femenino), valamint Copa Libertadores Femenina klubmérkőzést vezetett, vagy működő társának 4. bíróként segített. 2012-ben már nem
A 2008-as U20-as női labdarúgó-világbajnokságon a FIFA JB bíróként alkalmazta.
| Időpont            | Helyszín                               | Mérkőzés típusa              | Mérkőzés           | Eredmény |
| ------------------ | -------------------------------------- | ---------------------------- | ------------------ | -------- |
| 2008. november 27. | Nelson Oyarzún Arenas Stadion, Chillán | csoportmérkőzés (D. csoport) | Észak-Korea–Mexikó | 5 – 1    |

A 2010-es Sudamericano Femenino labdarúgó-bajnokságon a COMNEBOL JB hivatalnokként vette igénybe szolgálatát.
| Időpont            | Helyszín                                  | Mérkőzés típusa              | Mérkőzés           | Eredmény |
| ------------------ | ----------------------------------------- | ---------------------------- | ------------------ | -------- |
| 2010. november 7.  | Federativo Reina del Cisne Stadion, Loja  | csoportmérkőzés (B. csoport) | Venezuela–Paraguay | 0 – 4    |
| 2010. november 13. | Alejandro Serrano Aguilar Stadion, Cuenca | csoportmérkőzés (C. csoport) | Uruguay–Kolumbia   | 0 – 8    |

A COMNEBOL JB küldésével a Copa Libertadores Femenina bajnokságban tevékenykedett. 
| Időpont            | Helyszín             | Mérkőzés típusa              | Mérkőzés                                           | Eredmény |
| ------------------ | -------------------- | ---------------------------- | -------------------------------------------------- | -------- |
| 2011. november 14. | Vila Belmiro, Santos | csoportmérkőzés (B. csoport) | Santos FC Femenina–Caracas FC Femenina (paraguayi) | 4 – 2    |